# Ajur, Athni
Ajur là một làng thuộc tehsil Athni, huyện Belgaum, bang Karnataka, Ấn Độ.